# Maske in Blau
Maske in Blau är en operett i två delar (sex bilder) med musik av Fred Raymond, libretto av Heinz Hentschke och sångtexter av Günther Schwenn. 

## Historia
Fred Raymond var född wienare och hade blivit känd redan i mitten av 1920-talet genom den populära visan "Ich hab' mein Herz in Heidelberg verloren". I mitten av 1930-talet slog sig Raymond ner i Berlin och försökte fylla tomrummet efter de judiska tonsättare som tvingats lämna Berlin och Tyskland: Paul Abraham, Ralph Benatzky, Robert Stolz, Edmund Eysler och Emmerich Kálmán. De judiska kompositörernas verk var överhuvudtaget spelförbjudna i Tyskland. Raymond var en betydligt enklare begåvning men hade ett visst gott handlag och förmåga att skriva lättillgänglig operettmusik med stark dragning åt det revymässiga.
Den 27 september 1937 hade operetten Maske in Blau premiär i Berlin. Handlingen äger rum i ett operettliknande land som förmodligen ska vara Argentina. Nazismens allmänna passion för sydamerikanska sånger och danser kan ha haft en subversiv innebörd då regimen då var i färd med att infiltrera kontinenten. Maske in Blau innehåller också scener som utspelas i på italienska rivieran; vid tiden besökte Italiens diktator Benito Mussolini Tysklands dito Adolf Hitler. I uppsättningen förekom den chilenska sångerskan Rosita Serrano. Många av operettens sånger blev omedelbara framgångar, däribland "Die Juliska aus Budapest". Den schlagern kom till Sverige tämligen omgående och användes av Karl Gerhard i hans revyer. Däremot dröjde det länge innan Raymonds operett togs upp på en svensk scen. Inte förrän 1966 gavs den på Storan i Göteborg under titeln Vår i San Remo.

## Personer
- Evelyne Valera, en rik plantageägare (Sopran)
- Armando Cellini, konstmålare (Tenor)
- Juliska Varady (Subrett)
- Josef Fraunhofer (Tenorbuffo)
- Franz Kilian (sjungande komiker)
- Marchese Cavalotti (skådespelare)
- Gonzala, Majordomus bei Evelyne Valera (skådespelare)
- Pedro dal Vegas (skådespelare)
- Två gauchos (skådespelare)
- En värdshusvärd (skådespelare)

## Musikaliska höjdpunkter
- Die Juliska, die Juliska aus Buda-, Budapest, die hat ein Herz aus Paprika
- Schau einer schönen Frau nicht zu tief in die Augen, denn was ihr Blick verspricht, das hält sie nicht
- Am Rio Negro, da steht ein kleines verträumtes Haus (Duett)
- Sassa, Sassa!
- Ja, das Temp’rament, ja, das Temp’rament, ja das liegt mir im Blut
- In dir hab ich mein Glück gefunden (Duett)
- Maske in Blau – Maske in Blau